# ポリアセチレン

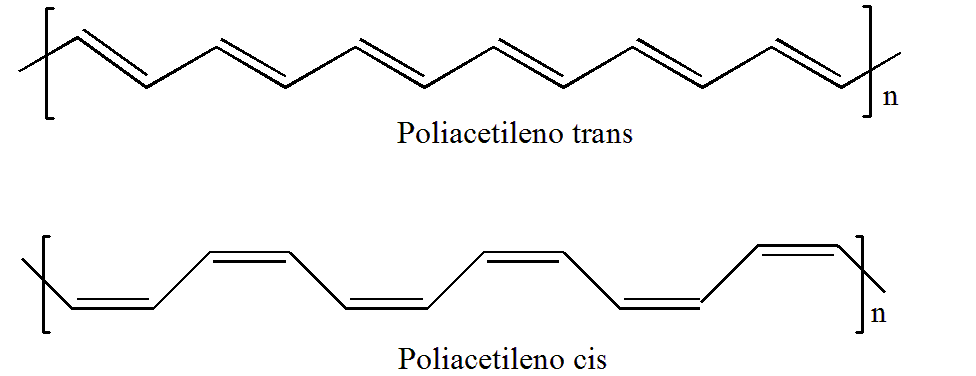
トランス型とシス型ポリアセチレン

ポリアセチレン (polyacetylene) とは、アセチレンからなる共役系高分子である。共役ポリエン系を持ち、ヨウ素などの電子受容体をドープすると大きな電気伝導性を示すことが知られている。
白川英樹が導電性ポリアセチレンを発見し、2000年、ノーベル化学賞を受賞した。

## 性質
ポリアセチレンは炭素と水素の各1原子を基本構成単位とする最も単純な1次元共役系高分子であり、ポリエン構造をもつため (CH)n と表記される。ポリエン化合物は古くから量子化学や有機化学の分野で理論的に電気的性質に関わる予測がなされていたが、その当時に合成されたポリエン化合物はその共役数が数十と非常に短く、通常の飽和炭化水素化合物に比べると電気伝導度は高いが、電気的に特異な性質は現れなかった。
|                               |
| トランス-ポリアセチレンの構造 |

## 研究の歴史
1958年、ジュリオ・ナッタらは、非常に共役数の長いポリエン化合物として、チーグラー・ナッタ触媒でアセチレンを重合させ、黒色の不溶・不融な粉末としてポリアセチレンの合成に成功した。その後、旗野らの研究によりこのポリアセチレンは長い共役2重結合を導電経路とした電気伝導が行われる典型的な有機半導体の1つであることが明らかにされた。しかし不溶・不融の粉末であったため、高分子の基本的な性質である分子量を測定することができず、また期待された特異な電気的・光学的な性質も十分に測定できなかった。
1967年、東京工業大学の池田研究室に在籍していた韓国原子力研究所からの留学生・邊衡直（ピョン・ヒョンチク、변형직）が、シス型とトランス型異性体の割合を調節する目的で、ポリアセチレンの重合を研究していたところ、触媒の濃度を「m」の文字に気づかず1000倍にするという失敗が元となり、混合物の中にトランス型のポリアセチレンのみを含む薄膜が出来上がり、さらに温度を変えることにより、別のシス型のポリアセチレンのみを含む薄膜を作り出すことに成功した。続いて、白川らが従来より濃厚なチーグラー・ナッタ触媒の界面にてアセチレン重合を行うことで、薄膜状のポリアセチレンを得ることに成功した。
1977年に白川らはポリアセチレンにヨウ素などの電子受容体（アクセプター）やアルカリ金属などの電子供与体（ドナー）を ドーピングすることで、102 S/cm と金属に匹敵する電気伝導度を示すことを見出した。

## 欠点
ポリアセチレンは、空気中では水分などと反応して徐々に導電性を失うため、現在ではこの弱点を改良したポリアセン、ポリピロールなどの導電性高分子が実用化され、携帯電話の電池などに使われている。